# Mohamed Benhalima
Mohamed Benhalima (Algèria, 1989/1990) és un exmilitar i activista polític algerià contra el govern d'Abdelaziz Bouteflika.
Benhalima va treballar com a militar a les Forces Armades d'Algèria i va desenvolupar tasques a l'Exèrcit algerià, primer com a oficial destinat a la frontera de Tindouf i després com a xofer d'alts comandaments. Postulat com a dissident del govern d'Abdelaziz Bouteflika, va assolir un paper destacat a les xarxes socials com a denunciant de pràctiques de corrupció dins l'exèrcit. Davant de la persecució política a què es va veure sotmès, l'any 2019, poc abans que fos detingut, es va exiliar a Espanya i hi va sol·licitar el dret d'asil per tal d'evitar el compliment de diverses condemnes, així com les hipotètiques conseqüències repressives dels processos penals oberts fins al moment. No obstant això, va ser detingut i traslladat al centre d'internament d'estrangers de València.
Tot i les peticions realitzades per Amnistia Internacional en contra la seva extradició davant del risc de patir tortures, el 24 de març del 2022 va ser deportat a Algèria. Segons el seu expedient d'expulsió, el Ministeri de l'Interior d'Espanya el va considerar «una amenaça per a la seguretat nacional o per a les relacions d'Espanya amb altres països». Quan va arribar a Alger, i escortat per dos policies algerians, va ser exposat públicament davant de les càmeres de televisió. A continuació, va ser traslladat a la presó del Harrash, on va passar uns dies internat al mòdul de presos del moviment Hirak, per posteriorment ser enviat a la presó militar de Blida. El maig del mateix any va ser condemnat a pena de mort per un tribunal militar del seu país acusat de terrorisme, entre d'altres. Si bé Algèria no executa condemnes a mort des de 1993, segueix sentenciant a penes capital que acaben esdevenint de presó perpètua.